# Фернандо Карралеро
Фернандо Мігель Карралеро Гарсія (ісп. Fernando Miguel Carralero García; нар. 16 травня 1986, Сан-Фернандо, Іспанія) — іспанський футболіст, лівий півзахисник гібралтарського клубу «Лінкольн Ред Імпс».

## Життєпис
Вихованець «Реал Бетіса», дорослу футбольну кар'єру розпочав 2005 року в третій команді вище вказаного клубу. Наступний сезон провів у другій команді «Реал Бетіса». Після цього захищав кольори скромних іспанських клубів «Лусена», «Сабадель», «Альмерія Б», «Арройо», «Чиклана» та «Коніль». У 2012 році підписав контракт з «Бургос», де став одним з найважливіших гравців «чорно-білої» команди, а також улюбленцем місцевих вболівальників. Відіграв одну з вирішальних ролей у здобутті путівки до Сегунда Дивізіону Б в сезоні 2012/13 року, в якому відзначився 26-ма голами. Виступав у команді до літа 2015 року, після чого перебрався до новачка Сегунда Дивізіону Б «Депортіво Ебро».
У січні 2016 року уклав договір з представником Ліги I «Ботошані». В еліті румунського футболу дебютував 14 лютого 2016 року в програному (0:1) виїзному поєдинку 24-го туру проти бухарестського «Динамо». Фернандо вийшов на поле на 70-ій хвилині, замінивши Гонсало Кабреру. У зимово-весняній частині сезону 2016 року зіграв 10 матчів у чемпіонаті Румунії.
У липні 2016 року залишив румунський клуб та повернувся до Іспанії. Виступав за скромні клуби «Сан-Фернандо», «Ель-Ехідо» та «Калаорра». На початку січня 2021 року переїхав до сусіднього Гібралтару, де підсилив місцевий клуб «Лінкольн Ред Імпс». У складі гібралтарського клубу виступав у єврокубках.

## Титули і досягнення
- Чемпіон Гібралтару (2):

«Лінкольн Ред Імпс»: 2020-21, 2021-22
- Володар Кубка Гібралтару (2):

«Лінкольн Ред Імпс»: 2021, 2022